# Рудрасімха II
Вісвасена — правитель саків з династії Західні Кшатрапи.